# Josefina Pla
Josefina Pla, auch Josefina Plá (* 9. November 1903 auf Lobos, Kanarische Inseln; † 11. Januar 1999 in Asunción, Paraguay) war eine Schriftstellerin und Töpferin aus Paraguay.

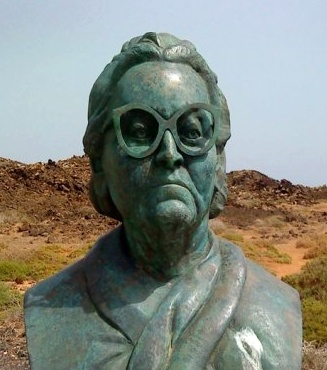
Josefina-Pla-Büste auf Lobos

## Leben
Sie wurde 1903 im Leuchtturm von Lobos (Faro de Martiño) als Tochter von Leopoldo Plá and Rafaela Guerra Galvani geboren; ihr genaues Geburtsdatum ist unbekannt, ihr bekanntester Biograph Raúl Amaral gibt den 9. November an. 1926 kam sie in Paraguay an und ließ sich in Villa Aurelia nieder, später zog sie in die Hauptstadt Asunción.
Sie schrieb avantgardistische Poesie, Geschichten, Essays und Theaterstücke und hatte bedeutenden Einfluss auf das intellektuelle Leben in Paraguay.

## Werke
- El precio de los sueños (1934)
- Aquí no ha pasado nada (1942)
- El polvo enamorado (1968)
- Historia de un número (1969)
- The British in Paraguay, 1850–1870 (1976, übersetzt von B. C. McDermot)
- Fiesta en el río (1977)
- Antología poética (1977)
- El espejo y el canasto (1981)
- Tiempo y tiniebla (1982)
- Cambiar sueños por sombras (1984)
- La llama y la arena (1987)
- La muralla robada (1989)
- Las Artesanías en el Paraguay (1998)